# Chaux-des-Prés
Chaux-des-Prés korábbi község (település) Franciaországban, Jura megyében. 2016. január 1-jén Prénovel községgel egyesült és Nanchez új község része lett.
Lakosainak száma 180 fő (2013). Chaux-des-Prés La Rixouse és Prénovel községekkel határos.

## Népesség
A település népességének változása:
| Lakosok száma | 162  | 172  | 173  | 166  | 170  | 168  | 187  | 180  |
|               | 1962 | 1968 | 1975 | 1982 | 1990 | 1999 | 2008 | 2013 |